# Euseius mesembrinus
Euseius mesembrinus är en spindeldjursart som först beskrevs av Dean 1957.  Euseius mesembrinus ingår i släktet Euseius och familjen Phytoseiidae. Inga underarter finns listade i Catalogue of Life.